# Caenorhinus atrorufus
Caenorhinus atrorufus là một loài bọ cánh cứng trong họ Rhynchitidae. Loài này được Voss miêu tả khoa học năm 1942.